# Якуб Колас
Яку́б Ко́лас (настоящее имя и фамилия Константи́н Миха́йлович Мицке́вич, бел. Канстанцін Міхайлавіч Міцкевіч; 22 октября (3 ноября) 1882 — 13 августа 1956, Минск) — белорусский писатель, драматург, поэт и переводчик, общественный деятель. Один из классиков и основоположников новой белорусской литературы. Народный поэт Белорусской ССР (1926). Академик АН Белорусской ССР (1928). Член СП СССР (1934). Заслуженный деятель науки Белорусской ССР (1944). Член ВКП(б) с 1945 года.

## Биография
Родился 22 октября (3 ноября) 1882 года в деревне Акинчицы (теперь территория города Столбцы Столбцовского района Минской области Беларуси), в православной семье лесника Михаила Казимировича (Михася) Мицкевича и домохозяйки Анны Юрьевны Лёсик. Предки по отцовской линии — католики.
Окончил народную школу, в 1902 году — Несвижскую учительскую семинарию. Работал учителем на Пинщине (1902—1906). В 1906 году первая публикация — стихотворение «Край родимый» в белорусской газете «Наша доля». В 1907 году возглавлял литературный отдел белорусской газеты «Наша Нива» в Вильне. За участие в организации нелегального учительского съезда 1906 года был приговорён к заключению, которое отбывал в минской тюрьме (1908—1911). В 1912—1914 годах учительствовал в Пинске. Здесь в 1914 году у него родился его старший сын Даниил, который впоследствии стал создателем и первым директором музея своего отца. В 1917 родился его средний сын — Юрий Константинович Мицкевич, а в 1926 младший сын — Михаил Константинович (Михась) Мицкевич.
В 1915 году эвакуировался вместе с семьёй в Подмосковье, работал учителем в Дмитровском уезде. В этом же году мобилизован в армию. Окончил Александровское военное училище (Москва, 1916) и служил в запасном полку в Перми. В это время его семья переехала в Обоянь (Курская губерния). В звании подпоручика летом 1917 года был отправлен на Румынский фронт.
После демобилизации (1918) работал учителем в городе Обоянь.
В мае 1921 года переехал в Минск. В дальнейшем занимался творческой и научной деятельностью.
Академик (1928), с 1929 года — вице-президент Академии наук БССР, депутат ВС БССР (1938—1956).
В годы Великой Отечественной войны в эвакуации в Подмосковье, Ташкенте, Москве. В 1944 году вернулся в Минск.
Депутат ВС СССР (1946—1956), председатель Белорусского республиканского комитета защиты мира. Один из редакторов академического «Русско-белорусского словаря» (1953).

Могила Коласа на Военном кладбище Минска

В конце жизни часто болел, в частности, перенёс 26 воспалений лёгких. Как предположительно и у его отца, у поэта был обнаружен рак лёгких. Благодаря нескольким курсам химиотерапии удалось остановить развитие болезни, однако организм поэта был сильно ослаблен.
13 августа 1956 года поэт приехал в гости на день рождения к внучке Маше, которой тогда исполнилось 5 лет, и подарил ей коробку конфет. После этого он вернулся домой, собираясь вновь приехать к внучке вечером отмечать праздник. Однако поэт, организм которого был истощён болезнью и длительной химиотерапией, скоропостижно скончался у себя дома за письменным столом. Непосредственной причиной смерти стал разрыв сердечной аорты. Похоронен на Военном кладбище в Минске. В 1970 году на могиле установлен гранитный памятник (скульпторы Владимир Ананько, Николай Яковенко, архитектор Михаил Мызников).

## Личная жизнь
3 июня 1913 женился на учительнице Марии Дмитриевне Каменской. Венчался в Варваринской церкви Пинска, которая с 1906 года принадлежала железнодорожному ведомству. С ней имел сыновей Даниила (1914—1996), Юрия (1917—1941), Михаила (1926—2020).

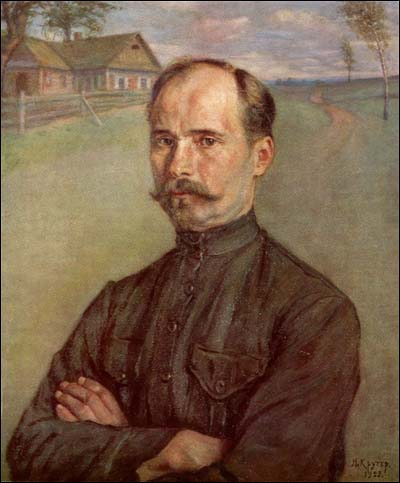
Портрет Якуба Коласа кисти Якова Кругера

## Награды и премии
- Сталинская премия первой степени (1946) — за стихотворения «Салар», «Голос земли», «На запад», «Моему другу», «Родной путь», «В майские дни», «Дорогой победы»
- Сталинская премия второй степени (1949) — за поэму «Хата рыбака» (1947)[8][9]
- Пять орденов Ленина (в том числе 31.01.1939, 30.12.1948, 06.11.1951, 03.11.1952)
- Орден Красного Знамени (16.09.1943)
- Орден Трудового Красного Знамени (11.11.1946)
- Медаль «Партизану Отечественной войны» 1 степени[10]
- Народный поэт Белорусской ССР (18.10.1926)
- Заслуженный деятель науки Белорусской ССР (07.01.1944)

## Творчество
До Октябрьской революции вышли сборник стихов «Песни печали» (1910), отдельные главы эпической поэмы «Новая зямля», а также сборники прозы «Рассказы» (1912), «Родные образы» (1914).
В двадцатых годах XX века были опубликованы поэмы «Новая земля» (1923), «Сымон-музыкант» (1925), повести «В полесской глуши» (1922), «В глубине Полесья» (1928), «На просторах жизни» (1926), отдельные лирические стихотворения, пьесы. В тридцатых годах написаны циклы стихов «Колхозное» (1930), «Осеннее» (1935), повесть «Отщепенец» (1930—1931). События революции и гражданской войны отражены в повести «Трясина» («Дрыгва», 1933).
Для творчества Коласа характерно мастерское изображение родной природы, глубокое знание психологии белорусского крестьянства.

Колас нигде не даёт почувствовать, что он поднялся над своим народом. Он знает, что нет высоты более высокой, чем сам народ с его разумением самой обыденной своей жизни. Он как бы разделяет всё, чем озабочены, чем озадачены, о чём чают его герои, он сам в них, они в нём. Может, только ещё у Шолохова, в другой народной стихии, казачьей, есть такая же сермяжная правда крестьянской души.
— Дмитрий Ковалёв
Влияние народного поэта Беларуси на своё творчество признавали А. Т. Твардовский, М. В. Исаковский, Н. М. Грибачёв. Английская переводчица Вера Рич сравнивала «Новую землю» с произведениями Шекспира.
В сборниках стихотворений «Отомстим» (1942) и «Голос земли» (1943), в поэмах «Суд в лесу» (1943) и «Возмездие» (1945) поэт прославляет стойкость белорусского народа, подвиги партизан, выражает уверенность в победе над фашистскими захватчиками. Поэма «Рыбакова хата» (1947) посвящена борьбе белорусского народа за воссоединение Западной Белоруссии с Белорусской ССР.
Трилогия «На росстанях» («В полесской глуши» (1923); «В глубине Полесья» (1927); «На перепутье», (1954)), работа над которой была начата в 1921 году, повествует о дореволюционной жизни белорусского крестьянства и народной интеллигенции.
Многие поэтические произведения Я. Коласа положены на музыку.

### Поэзия, проза, публицистика
- бел. «Песні-жальбы» (1910, Вильня)
- бел. «Апавяданні» (1912, Вильня)
- бел. «Родныя з'явы» (1914, Вильня)
- бел. «Тоўстае палена» (1913, Санкт-Петербург)
- бел. «Нёманаў дар» (1913, Санкт-Петербург)
- бел. «Прапаў чалавек. Паслушная жонка. Грушы сапяжанкі» (1913, Санкт-Петербург)
- бел. «Батрак. Як Юрка збагацеў» (1913, Санкт-Петербург)
- бел. «Казкі жыцця» (1921, Ковно)
- бел. «Водгулле» (1922)
- бел. «Новая зямля» (1923)
- бел. «У палескай глушы» (1923)
- бел. «Крок за крокам» (1925)
- бел. «На рубяжы» (1925)
- бел. «Першыя крокі» (1925)
- бел. «У ціхай вадзе» (1925)
- бел. «Сымон-музыка» (1925)
- бел. «На прасторах жыцця» (1926)
- бел. «У глыбі Палесся» (1927)
- бел. «Адшчапенец» (1932)
- бел. «Дрыгва» (1934)
- бел. «Нашыя дні» (1937)
- бел. «Адпомсцім» (1942)
- бел. «Голас зямлі» (1943)
- бел. «Суд у лесе» (1943)
- бел. «Адплата» (1946)
- бел. «Мой дом» (1946)
- бел. «Рыбакова хата» (1947)
- бел. «На ростанях» (1955)
- бел. «Жыве між нас геній» (1952)
- бел. «На полі вясною» (1909)
- бел. «Публіцыстычныя і крытычныя артыкулы» (1957)

### Произведения для детей
- бел. «Міхасёвы прыгоды» (1935)
- бел. «Рак-вусач» (1938)
- бел. «На рэчцы зімой» (1941)
- бел. «Вершы для дзяцей» (1945)
- бел. «У старых дубах» (1941)
- бел. «Раніца жыцця» (1950)

Издавал учебную литературу:
- бел. «Другое чытанне для дзяцей беларусаў» (Петербург, 1909)
- бел. «Мэтодыка роднае мовы» (1926)

### Пьесы
- бел. «Антось Лата» (1917)
- бел. «На дарозе жыцця» (1917)
- бел. «Забастоўшчыкі» (1925)
- бел. «Вайна вайне» (1927)
- бел. «У пушчах Палесся» (1938)

### Переводы
Перевёл на белорусский язык поэму «Полтава» А. С. Пушкина, отдельные произведения Т. Шевченко, П. Тычины, А. Мицкевича, Рабиндраната Тагора.

### В переводе на русский язык
- Колас, Я. На росстанях : Трилогия / Якуб Колас; Пер. с бел. Е. Мозолькова. — М.: Советский писатель, 1956. — 610, [2] с.
- Колас, Я. Собрание сочинений : в 3 т. / Якуб Колас; подготовка текста и примечания Г. Корабельникова, Е. Мозолькова; вступительная статья Е. Мозолькова. — М.: Известия, 1958.

## Экранизации
- 1929 — Песня весны (по мотивам повести «На просторах жизни») (реж. Владимир Гардин, «Белгоскино»)
- 1960 — Первые испытания (по мотивам трилогии «На росстанях») (реж. Владимир Корш-Саблин, 2 серии, «Беларусьфильм»)
- 1976 — Сымон-музыкант (фильм-спектакль по мотивам поэмы «Сымон-музыка») (реж. Валерий Мазынский, «Белтелефильм»)
- 1982 — Новая земля (по мотивам поэмы «Новая земля») (реж. Владимир Третьяков, 2 серии, «Белтелефильм»)
- 2012 — Талаш (экранизация повести «Дрыгва») (реж. Сергей Шульга, 4 серии, УП "Национальная киностудия «Беларусьфильм»)

## Память
- В ряде городов бывшего СССР улицы названы в честь Якуба Коласа.
- В Минске (ул. Академическая, 5) действует Государственный литературно-мемориальный музей Якуба Коласа[13].
- На родине поэта в д. Миколаевщина открыт филиал Государственного литературно-мемориального музея Якуба Коласа, который объединяет четыре мемориальные усадьбы — Смольню, Окинчицы, Альбуть и Ласток.
- За произведения прозы, работы в области литературоведения и критики в Республике Беларусь присуждается Государственная премия имени Якуба Коласа[14].
- Образ поэта воплощён в ряде памятников. В частности, бюст поэта установлен у автовокзала в городе Новогрудок (Гродненская область).
- В 1957 году была выпущена почтовая марка СССР с изображением Якуба Коласа. В 1992 году Центральный банк Российской Федерации выпустил памятную монету в память поэта. В 2002 году в Беларуси были выпущены монета и марка, посвящённые 120-летнему юбилею со дня рождения Я. Коласа.
- В 1972 году установлен памятник Якубу Коласу в Минске.
- В 2002 году в деревне Люсино Ганцевичского района к 120-летнему юбилею Якуба Коласа на месте школы, где работал классик, установлен памятный знак.
- В городе Ганцевичи 4 сентября 2011 года во время празднования Дня белорусской письменности установлен памятник Якубу Коласу.
- В Пушкинском заповеднике «Михайловское» в 2012 году проведена выставка «Янка Купала и Якуб Колас — белорусские песняры»[15] в честь юбилея писателей.
- В городе Пинске, отображённом автором в трилогии «На росстанях», имеется памятная доска на бывшем доме, в котором проживал Якуб Колас, когда работал здесь преподавателем.
- Мемориальная доска с 2017 года есть также в Вильнюсе, на доме, где Колас работал в 1907 году в редакции белорусской газеты «Наша Нива», Вильнюсу он посвятил две части поэмы «Новая земля»[5].
- В городе Ташкенте 29 августа 2018 года был установлен памятник Якубу Коласу в виде бюста за зданием Государственного музея искусств Узбекистана возле пересечения улиц Шахрисабзской и Тараса Шевченко. Якуб Колас жил в Ташкенте с 14 августа 1941 года по 1 ноября 1943 года. Его лучшими друзьями в Ташкенте были узбекские поэты Хамид Алимджан и Зульфия. Они жили рядом с домом, где проживал Якуб Колас, как отметили в пресс-службе Минкульта[16].
- Памятник Якубу Коласу в Тяньцзине, на территории Тяньцзиньского университета иностранных языков (2018)[17].
- 3 ноября 2022 года в городе Столбцы установлен памятник Я. Коласу. Приурочено к 140-летию со дня рождения поэта.

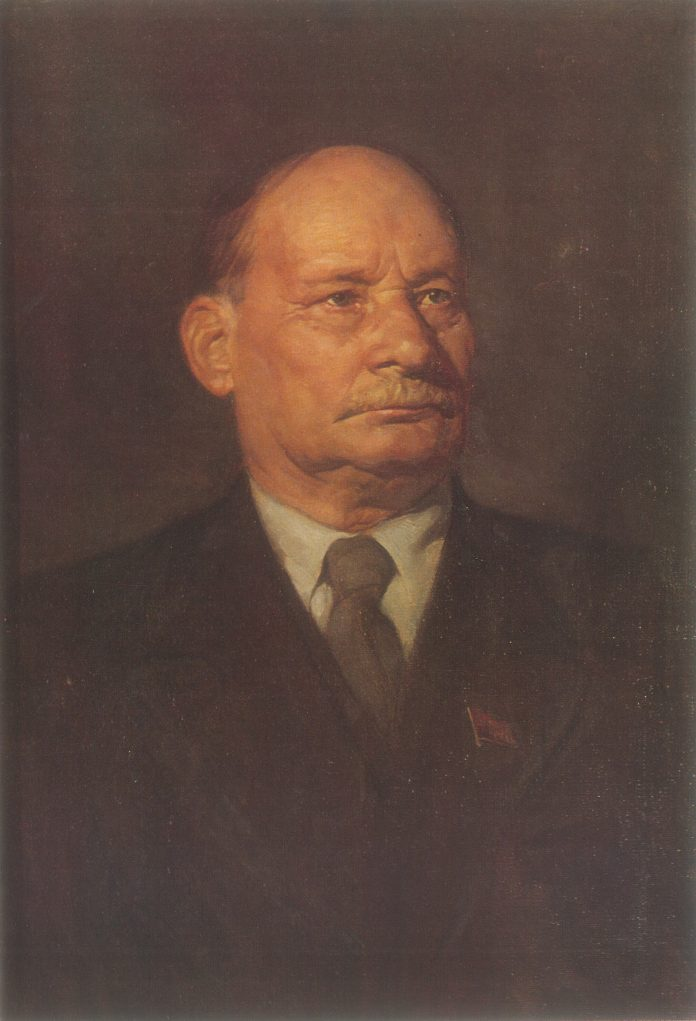
Портрет
Памятник Якубу Коласу в Минске
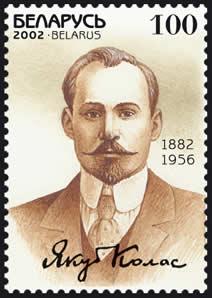
Почтовая марка Республики Беларусь, 2002 год
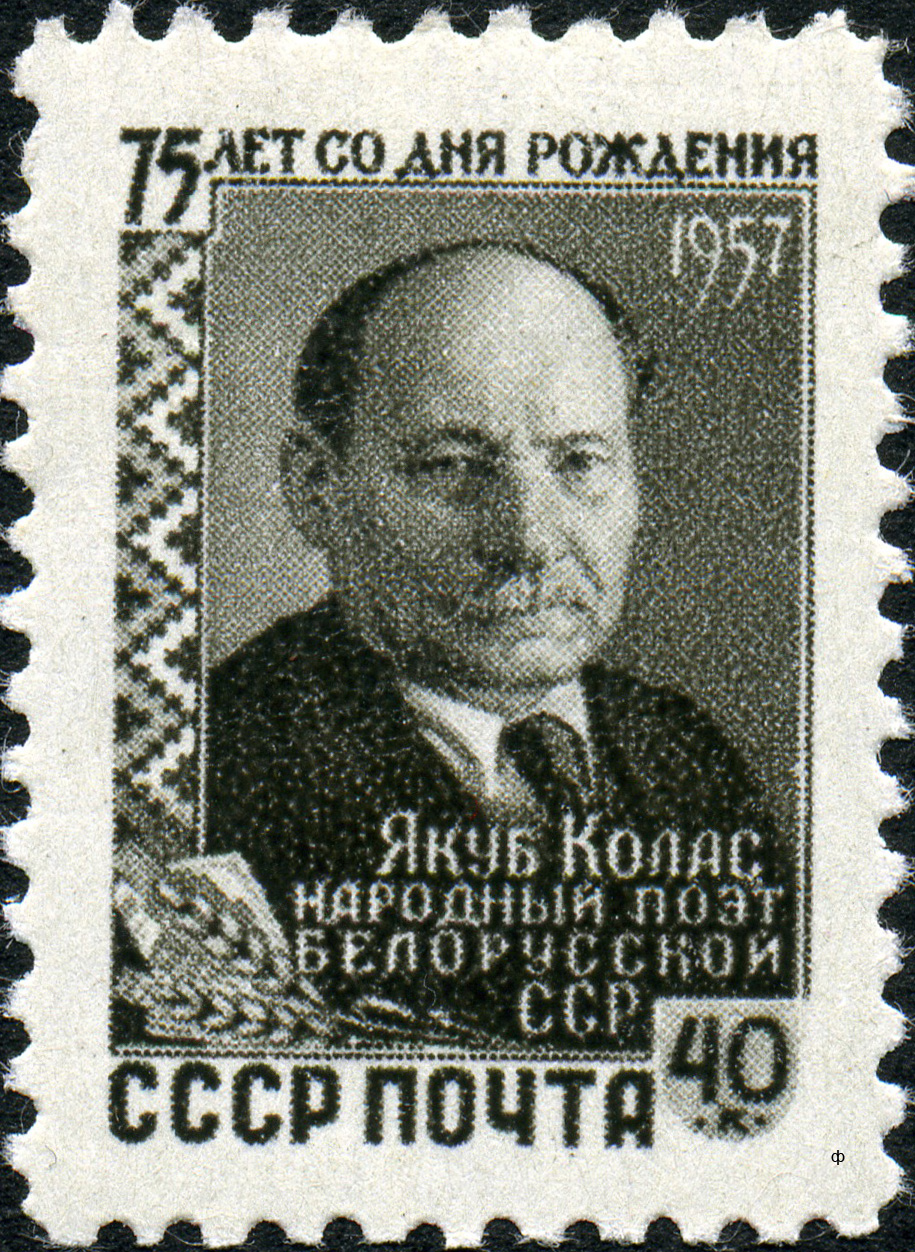
Почтовая марка СССР, 1957 год
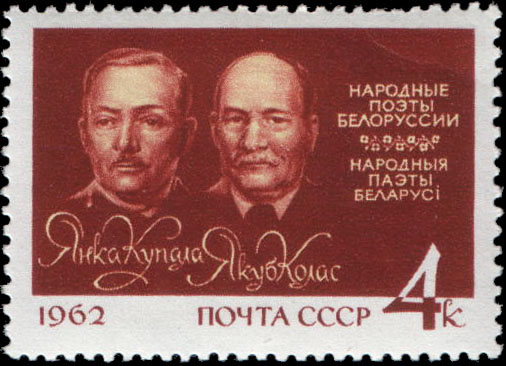
Почтовая марка СССР, 1962 год
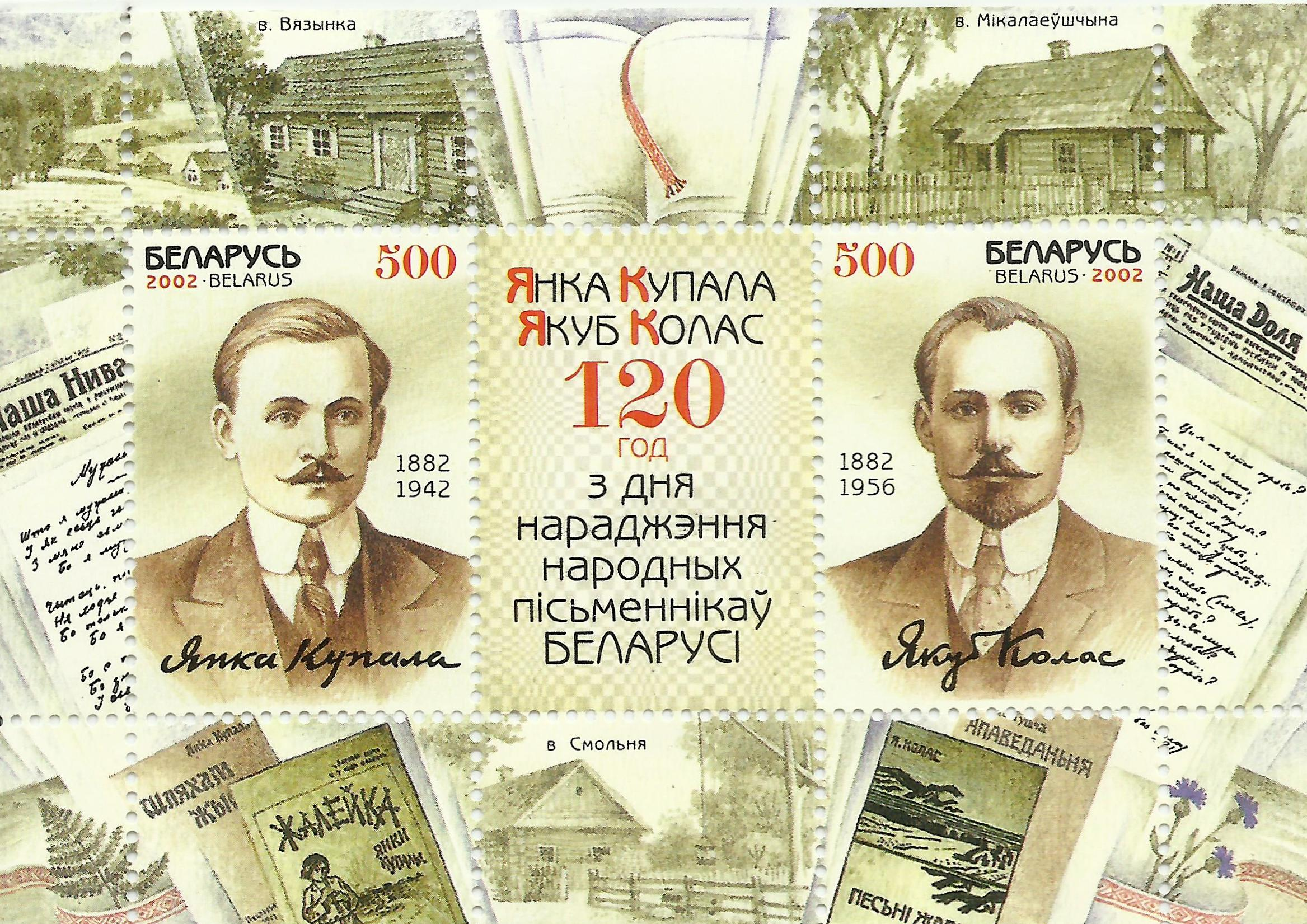
Почтовый лист Республики Беларусь, 2002 год
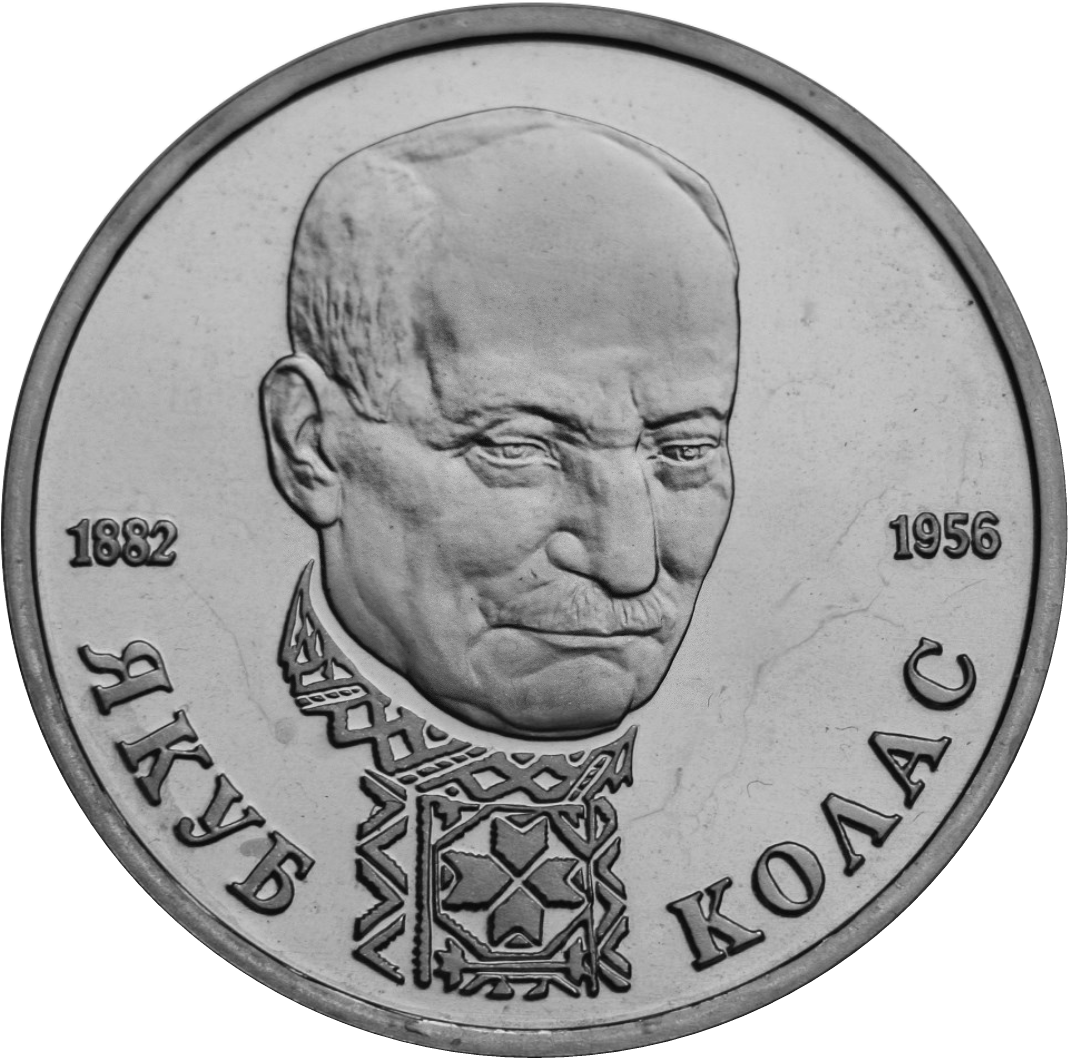
Монета Центрального банка Российской Федерации, 1992 год
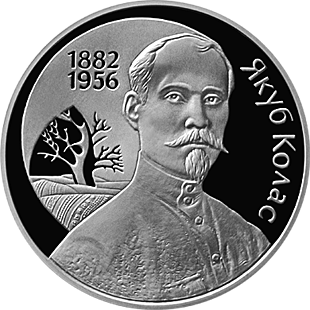
Монета Национального банка Республики Беларусь, 2002 год
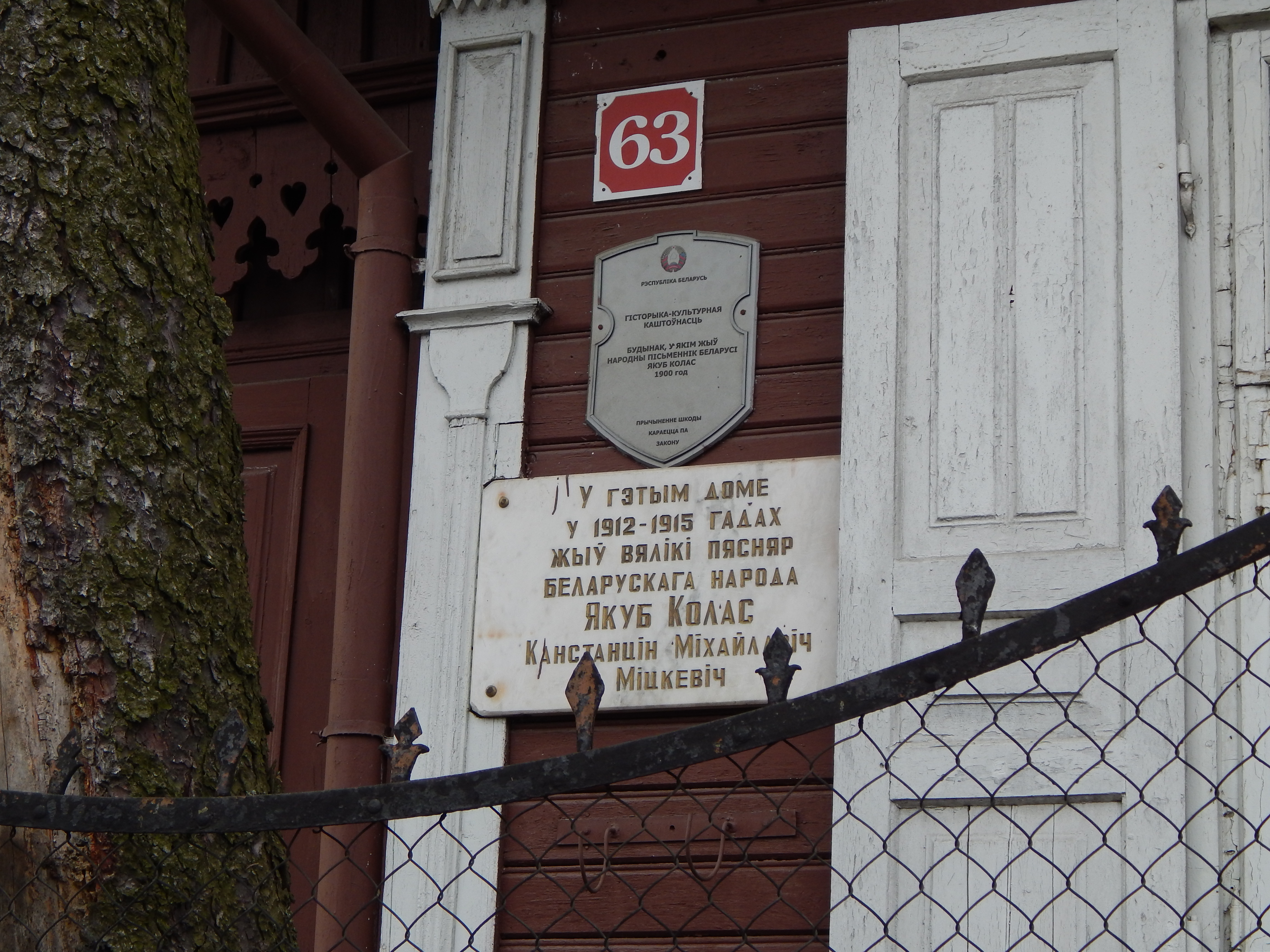
Дом-музей Якуба Коласа в Пинске
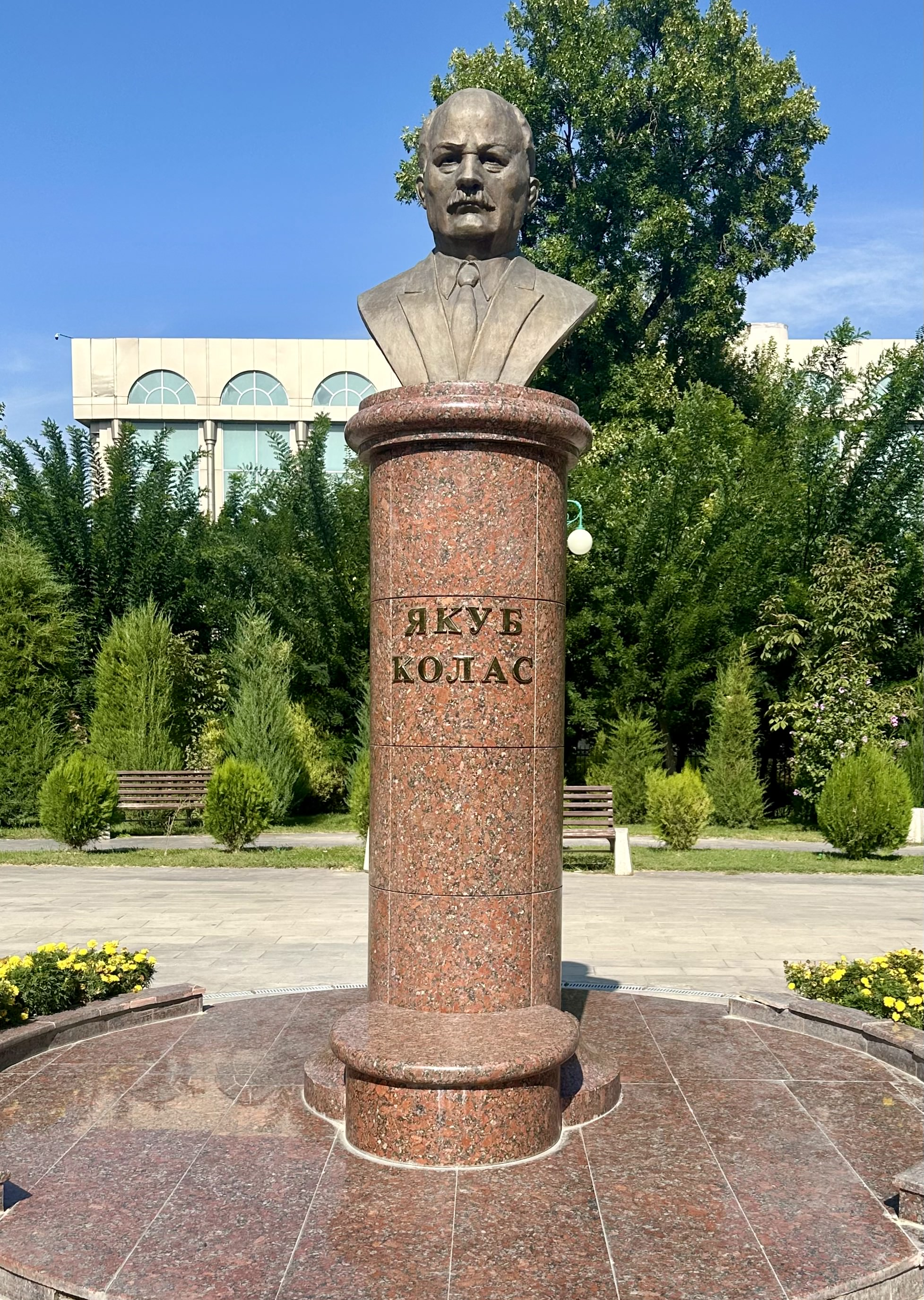
Бюст Якуба Коласа в Ташкенте
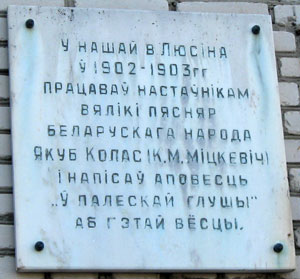
Мемориальная табличка на школе, в которой работал Якуб Колас, в Люсино
Памятник Якубу Коласу в Ганцевичах

### Объекты, названные в честь Якуба Коласа
См. также Категория:Объекты, названные в честь Якуба Коласа.
- Площадь Якуба Коласа (Минск) (здесь же находится памятник Якубу Коласу и станция минского метро Площадь Якуба Коласа).
- Улицы: см. Улица Якуба Коласа.
- Парк имени Якуба Коласа (Ташкент).
- Национальный академический драматический театр имени Якуба Коласа (Витебск).
- Центральная научная библиотека имени Я. Коласа НАН Беларуси (Минск).
- Несвижский государственный колледж имени Я. Коласа (Несвиж).
- Средняя школа № 44 в г. Минске.
- Белорусский гуманитарный лицей имени Якуба Коласа.

## В культуре
- Песня группы «Brutto» «Наша возьме» написана на одноимённое стихотворение Якуба Коласа[18].
- В 2022 году киностудия «Беларусьфильм» выпустила мультфильм «Класікі і шахматы», посвящённый встрече Якуба Коласа и Янки Купалы за шахматной доской[19].

### Статьи
- Трафімчык, А. Хто чужаніцы? Якуб Колас пра падзел Беларусі 1921 года / А. Трафімчык // Дзеяслоў. — 2012. — № 5 (60). — C. 279—292. (Ч. 1; Ч. 2)